# Yunganastes bisignatus
Yunganastes bisignatus es una especie de anfibio anuro de la familia Craugastoridae.

## Distribución geográfica
Esta especie es endémica del departamento de La Paz en Bolivia. Habita desde la provincia de Inquisivi hasta la provincia de Nor Yungas entre los 1850 y 2700 m de altitud.

## Publicación original
- Werner, 1899 : Beschreibung neuer Reptilien und Batrachier. Zoologischer Anzeiger, vol. 22, n.º 4, p. 479-484[5]